# Гуревич Георгій Йосипович
Гео́ргій Йо́сипович Гуре́вич (*11 (24) квітня 1917 року, Москва — 18 грудня 1998, Москва) — радянський та російський письменник-фантаст, критик і дослідник наукової фантастики, популяризатор науки. Один з провідних авторів післявоєнної наукової фантастики в СРСР, перший лауреат премії імені Івана Єфремова (1987). Твори Георгія Гуревича перекладені українською, болгарською, іспанською, чеською, англійською, німецькою та японською мовами,.

## Біографія
Георгій Гуревич народився 11 квітня 1917 року в Москві у єврейській сім'ї. Батько Георгія, Йосип Гуревич, був архітектором. В 4 роки хлопчик навчився читати і писати. Він захоплювався подорожами і пригодами, цікавився кіньми. В 4 роки написав і свій перший твір «Кінь Сміливець». Георгій пішов до середньої школи, будучи підлітком пробував наслідувати фантастичні твори Володимира Орловського. Після закінчення школи (10 класів) вступив до архітектурного інституту. Однак згодом він вирішив, що архітектура це не те, чому він хоче присвятити життя, і покинув навчання.
У 1939 пішов до Червоної армії, був учасником Німецько-радянської війни як кавалерист, мінометник, електрик, сапер. Демобілізувавшись у листопаді 1945 року, заочно закінчив Всесоюзний індустріальний інститут в 1946 році. Після цього працював інженером-будівельником. В цей час став писати нариси й оповідання про спорт, познайомився з творчістю радянських письменників-фантастів 1920-х років та Герберта Веллса. Георгій кілька років записував думки про майбутнє науки в зошит, обробляв відомості, систематизував їх.
Переглядаючи пізніше зошит, Гуревич знайшов ідею для першого фантастичного оповідання — «Людина-ракета» (1947), герой якого винайшов препарат «українол», названий на честь батьківщини героя, що дозволяв бігунові розвивати величезну швидкість і не втомлюватися. Журнали «Огонёк» і «Советский спорт» відмовилися публікувати поданий їм твір, оскільки він по суті описував допінг. Оповідання було зачитано на радіо, а потім опубліковано в журналі «Знання-сила». Згодом, після наступних публікацій, його було розкритиковано в кількох періодичних виданнях, зокрема в статті «Халтура под маркой фантастики» з газети «Культура и Жизнь». Однак молодий письменник не припинив писати, хоч і зустрічав певний осуд за невідповідність описаних ним ідей реальним планам радянської науки на найближчі роки. Так, в «Тополя стрімка» (1951) ним зображено швидкоростучі тополі для створення лісосмуг, тоді як план передбачав висадку дубів. Відповідно до вимог часу молодий автор віддав данину антиімперіалістичним ідеям і писав у рамках «фантастики ближнього прицілу». Найяскравішим твором на тему антиімперіалізму став «Іній на пальмах» (1951), що описував винахід способу утворення льоду, який Радянський союз прагне використати у будівництві, а США — як зброю.
За «Хрущовської відлиги» Георгій Гуревич отримав змогу не обмежуватися «ближнім прицілом». В наступних творах письменник захоплювався темами збільшення фізичних і творчих можливостей людини, омолодження, імморталізму. Просував свої ідеї в Київському інституті геронтології написанням наукових статей, як «Скільки ми будемо жити» (1959). Гуревич працював на радіо, співпрацював з журналами, брав участь у першому виданні «Дитячої енциклопедії». З 1957 Георгій Гуревич отримав членство у Спілці Письменників СРСР. Того ж року він опублікував повість «Проходження Немезиди», яка мала незвичайний для радянської фантастики розмах з прибуттям у Сонячну систему мандрівної планети.
Запуск першого штучного супутника спонукав писати про освоєння космосу в близькому майбутньому та космічні відкриття. Гуревич пише повісті й оповідання «Інфра Дракона» (1958), «Перший день творіння» (1960), «Функція Шоріна» (1962), «Бранці астероїда» (1962), «Ми — з переднього краю» (1962) та інші, згодом об'єднані в масштабний роман-утопію «Ми — з Сонячної системи» (1965).
Цикл з чотирьох повістей «На прозорій планеті» (1963) писався 10 років і пов'язаний з описом наукових відкриттів — впровадженням нових методів геологорозвідки — автоматів-розвідників («Наш підводний кореспондент», «Пригоди машини», 1956, 1963), просвічування гірських порід випромінюванням («На прозорій планеті», 1963), прогнозування вивержень і оволодінням енергією вулканів («Підземна негода» 1956), порятунку від геологічних катастроф («Під загрозою», 1963).
Починаючи з другої половини 1960-х Гуревич став схилятися до гуманітарної фантастики. З-поміж тем творів виділилася тема плину часу і протистояння людини йому. Так, в повісті «Робиться відкриття» (1978) герої протягом століття створюють науку управління ходом часу — «темпорологію», а в романі «Темпоград» (1980) описана робота наукового містечка, що живе в прискореному часі і так справляється з проблемами, які вимагають термінового вирішення. Письменник займався і критикою, зокрема написав книгу «Карта Країни Фантазії» (1967), у якій аналізував проблеми тогочасної фантастики. Теорії фантастики присвятив книгу «Бесіди про наукову фантастику» (1983).
В останні роки життя Георгій Гуревич часто хворів і не мав змоги активно писати та виступати на людях. Помер у Москві 18 грудня 1998 року у віці 82-х років. Похований на новому Донському кладовищі.

## Основні твори

### Фантастика
- «Людина-ракета» (рос. Человек-ракета) (1947)
- «Тополя стрімка» (рос. Тополь стремительный) (1951)
- «Іній на пальмах» (рос. Иней на пальмах) (1954)
- «Підземна негода» (рос. Подземная непогода) (1956)
- «Народження шостого океану» (рос. Рождение шестого океана) (1960)
- «Проходження Немезиди» (рос. Прохождение Немезиды) (1961)
- «Бранці астероїда» (рос. Пленники астероида) (1962)
- «На прозорій планеті» (рос. На прозрачной планете) (1963)
- «Ми — з Сонячної системи» (рос. Мы — из Солнечной системы) (1965)
  - «Функція Шоріна» (рос. Функция Шорина) (1962)
- «Місценародження часу» (рос. Месторождение времени) (1972)
- «Нелінійна фантастика» (рос. Нелинейная фантастика) (1978)
- «Темпоград» (1980)
- «Таланти на вимогу» (рос. Таланты по требованию) (1981)
- «В зеніті» (рос. В зените) (1985)
- «Тільки обгін» (рос. Только обгон) (1985)
- «Підручники для чарівника» (рос. Учебники для волшебника) (1985)
- «Ордер на молодість» (рос. Ордер на молодость) (1988, 1990)
- «Древо тем» (1991)

### Публіцистика
- «Навіщо ми летимо на Місяць» (рос. Зачем мы летим на Луну) (1955)
- «Карта Країни Фантазії» (рос. Карта Страны Фантазии) (1967)
- «Бесіди про наукову фантастику» (рос. Беседы о научной фантастике) (1983)
- «Лоція прийдешніх відкриттів» (рос. Лоция будущих открытий) (1990)
- «Коротка історія людства» (рос. Кратчайшая история человечества) (1997)